# Moba (langue)
Pour les articles homonymes, voir Ben.
Le moba (moa, moab, moare, ou ben, son appellation courante), est une langue oti-volta parlée dans le nord-ouest du Togo et près de la frontière togolaise au Burkina Faso par les Mobas. Elle est la langue d'environ 10 % des Togolais. Au Ghana, près de 60 % des Moba Gurma parlent le bimoba.

## Variétés
Le SIL International, organisme chargé de l'attribution des codes ISO 639-3, recense deux variétés et la base de données linguistiques Glottolog a quant à elle une sous-famille nommée « moba-bimoba », comportant les mêmes variétés :
- mfq: le moba, parlé par 319 000 personnes au Togo en 2012 et 320 800 dans le monde[1].
- bim: le bimoba, parlé par 176 000 personnes en 2004 au Ghana, environ 60 % des Moba Gurma. Il comprend le dialecte natchaba[2].

## Écriture
| a | ã | b | c | d | e | ẽ | ɛ | f | g | h | i | ĩ | ɩ | j | k |
| l | m | n | ŋ | o | õ | ɔ | p | s | t | r | u | v | w | y |   |

| a | b | c  | d | e  | ɛ | f | g | gb | h | i | j | k | kp | l |
| m | n | ny | ŋ | ŋm | o | ɔ | p | r  | s | t | u | w | y  |   |